# کارل ویلهلم فریدریش اشلگل
کارل ویلهلم فریدریش اشلگل (انگلیسی: Karl Wilhelm Friedrich Schlegel; زاده ۱۰ مارس ۱۷۷۳ – درگذشته ۱۲ ژانویه ۱۸۲۹) یک فیلسوف رمانتیک اهل آلمان بود. او همچنین نخستین کسی بود که به واژهٔ آریا معنایی نژادی بخشید.

## نژادپرستی آریایی
فریدریش اشلگل نخستین کسی بود که واژهٔ آرین را به یک مقولهٔ نژادی مدرن تبدیل کرد. واژهٔ آرین نخستین بار توسط انکتیل دوپرون به اروپا راه یافت. انکتیل دوپرون این واژه را از لاتینیِ واژهٔ اوستایی آریا جعل کرده بود. شلگل در سال ۱۸۱۹ مدعی شد که واژهٔ ariya در زبان‌های ودایی و اوستایی، با مفهوم آلمانی Ehre (به معنای شرافت و افتخار) ارتباط دارد و مفاهیم «افتخار و اعمال نجیب» از آن استفاده می‌شود. درواقع، شلگل واژهٔ آرین (Aryan) را که ترجمهٔ (ariya) بود به مقوله‌ای نژادی بدل کرد و این چرخش معنایی در ادامه زمینه‌ساز نظریه‌های تازه‌ای حول چگونگی و چرایی چیرگی استعمار اروپایی فرانسوی-انگلیسی بر شرق شد، و چهره‌های نژادگرایی اروپایی مانند ارنست رنان و آرتور دو گوبینو را تحت تأثیر قرار داد.

## آثار
درباره ارزش‌های زیبایی‌شناختی کمدی یونانی (1794)
درباره دیوتیما (1795)
مقاله درباره مفهوم جمهوری خواهی (1796)
جورج فورستر (1797)
در مورد مطالعه شعر یونانی (1797)
درباره لسینگ (1797)
قطعات انتقادی (قطعات 'Lyceum') (1797)
قطعات (قطعات 'Athenaeum') (1797-1798)
لوسیند (1799)
درباره فلسفه به دوروتیا (1799)
گفتگو در مورد شعر (1800)
در مورد نامفهوم بودن (1800)
ایده ها (1800)
خصوصیات و انتقادات (1801)
فلسفه استعلایی (1801)
آلارکوس (1802)
سفر به فرانسه (1803)
تاریخ ادبیات اروپا (1803/1804)
مبانی معماری گوتیک (1804/1805)
درباره زبان و خرد سرخپوستان (1808)
موزه آلمان (به عنوان ویرایش)، 4 جلد. وین (1812–1813)
تاریخ ادبیات کهن و مدرن (سخنرانی) (1815)